# Pierre Gassendi
Pierre Gassendi, francoski filozof, fizik, matematik in astronom, * 22. januar 1592, Champtercier pri Digneju, Provansa, Francija, † 24. oktober 1655, Pariz. V filozofiji je ponovno aktualiziral Epikurovo filozofijo in jo prilagodil krščanskim izhodiščem. Veljal je za naprednega in široko razgledanega misleca. Zelo aktiven je bil na področju astronomije, leta 1631 je objavil prve podatke o prehodu Merkurja. Napisal je številna filozofska dela, v katerih je našel pot med skepticizmom in dogmatizmom. 

## Življenje in delo

#### Zgodnje življenje
Rodil se je Antoine Gassendu in Françoise Fabry, že v zgodnjih letih je pokazal talent za jezike in matematiko. Obiskoval je šolo v Digneju, zatem pa se je vpisal na Univerzo v Aix-en-Provenceju, kjer je prejel klasično sholastično izobrazbo. Leta 1616 je promoviral iz teologije. Po sholastični šabloni je poučeval Aristotelovo filozofijo, hkrati pa je z zanimanjem sledil odkritjem Galileja in Keplerja. Dopisoval si je z mnogimi astronomi. 

#### Duhovništvo
Ko so leta 1623 vodenje Univerze v Aixu prevzeli jezuiti, si je bil primoran poiskati novo službo. Kot duhovnik je veliko potoval. Napisal je tudi nekaj del: vpogled v mistično filozofijo Roberta Fludda in nekaj opazovanj o prehodu Merkurja. Leta 1624 je izdal prvi del Exercitationes paradoxicae adversus Aristoteleos. Čeprav so se drobci naslednje knjige pojavile leta 1659, naslednjih pet delov ni nikoli napisal. Nekaj časa je preživel s svojim mecenom Nicolasom Perrescom. Po letu 1628 je potoval v Flandrijo in Holandijo, kjer je srečal nizozemskega filozofa Isaaca Beckmana, ki ga je navdušil za Epikurjev atomizem. V Francijo se je vrnil leta 1631. 

#### Kasnejše obdobje in kariera v Parizu
Leta 1634 je bil imenovan za prošta katedrale v Digneju, Provansa, vendar se ni mogel ustaliti na enem mestu. Veliko je službeno potoval po Provansi.   Edino literarno delo v tem obdobju je povezano s smrtjo njegovega prijatelja in mecena de Peiresca, čigar smrt je Gassendija pretresla. Leta 1641 se je vrnil v Pariz, kjer je neformalno poučeval filozofijo in pridobil veliko učencev, med njimi naj bi učil Moliera. Spoznal je tudi Thomasa Hobbesa in se vključil v Mersennov dopisovalni krožek. 
Leta 1645 je sprejel mesto profesorja matematike na elitni Collège Royale. Med študenti je bil zelo priljubljen predavatelj. Preko Mersennovega krožka je začel disput z Descartesom o dualizmu. V tem obdobju je bil nasprotnik Descartesa na intelektualnem področju. Poleg za tisti čas kontroverznih spisov o fizikalnih vprašanjih je Gassendi v tem obdobju spisal najpomembnejša filozofska dela, ki so povezana z epikurejstvom. Leta 1647 je izdal dobro sprejeto De vita, moribus, et doctrina Epicuri libri octo. Dve leti kasneje je objavil komentar h 10. knjigi Diogena Laertija Življenja velikih filozofov, v kateri je predstavljen Epikur in njegova filozofija. Istega leta pa še obširen komentar Syntagma philosophiae Epicuri, kmalu zatem pa so ga problemi z zdravjem prisilili, da se je odpovedal profesuri. 

#### Pozna leta in smrt
Gassendi je zaradi bolezni odpotoval v Toulon, kjer mu je podnebje bolj ugajalo. Po dveh letih (1653) se je vrnil v Pariz in nadaljeval s pisanjem in dopisovanjem. Po dolgotrajni pljučni bolezni je leta 1655 umrl v Parizu. Leta 1852 so mu postavili spomenik v Digneju.

## Znanstveni dosežki
Za promocijo empiričnih teženj, je objavil nekaj znanstvenih dosežkov, večinoma je bil prvi, ki je opisal/opazoval nekatere znanstvene pojave. Poleg omenjenega opazovanja prehoda Merkurja, še nekaj znanstvenih dosežkov: na 25% natančnost je izračunal hitrost zvoka, z uporabo kamere obskure je izmeril velikost Lune, z interpretacijo Pascalovega eksperimenta z barometrom je nakazal možnost izdelave vakuuma. Skušal je določiti dolžino Lunine krožnice. 
Gassendi se je strinjal z empiričnimi usmeritvami svojega časa. Bil je kritik sholastičnega aristotelijanstva.

## Pisna dela
Angleški zgodovinar Edward Gibon je njegovo simbiozo literarnega jezika in filozofske misli zelo dobro povzel v stavku: "Le meilleur philosophe des littérateurs, et le meilleur littérateur des philosophes." (Največji filozof med literati in največji literat med filozofi.
Gassendijev prijatelj in član Mersennovega krožka Henri Louis Habert de Montmor je izdal njegova zbrana dela, med njimi najpomembnejša Syntagma philosophicum (Sintagma filozofije/Filozofska sintagma) izdana leta 1658 v šestih zvezkih. Ponovno so bila izdana leta 1627, prav tako v šestih zvezkih. Prva dva zvezka sta sestavljena izključno iz njegove Syntagma philosophicum; v tretjem najdemo kritične spise na račun Epikurja, Descartesa, Aristotela, Roberta Fludda in Edwarda Herberta z dodatki posameznih fizikalnih problemov; četrti del sestavljata Institutio astronomica in Commentarii de rebus celestibus; v petem zvezku se nahajajo komentarji na deseto knjigo Diogena Laertija in biografije Epikurja, de Peiresca, Tycha Braha, Nikolaja Kopernika, Georgea von Peuerbacha in Regiomontana in pa razprave o vrednosti antičnega denarja, o rimskem koledarju, o teoriji glasbe, zraven pa je dodano še precej zahtevno in razvlečeno delo Notitia ecclesiae Diniensis. Izmed njegovih bibliografij so največ slave požele Kopernikova, Tychova in Peirescova; zadnji, šesti del pa zajema Gassendijeve korespondence.

## Filozofija
Njegovo kritika Aristotela in aristotelizma Exercitationes je na začetku pritegnilo veliko pozornosti, čeprav ni bilo povedano ničesar novega. Prva knjiga jasno in z veliko zavzetostjo ter zagnanostjo razloži negativne vplive slepega in nekritičnega sprejemanja Aristotelove fizike in filozofije. Toda, kot se je kasneje izkazalo, je to delo, kot še mnogo drugih anti-Aristotelovih del tistega časa, pri ugovorih kratko malo ignoriralo Aristotela kot neposreden vir. Druga knjiga vsebuje pregled Aristotelove dialektike in logike, ki vseskozi odraža načine in metode ramizma, protisholastične pedagogike in retorike francoskega humanista Petra Ramusa. Epikurjev atomizem in njegovo evdajmonistično etiko razume za bližje krščanskemu izročilu kot pa Aristotelovo avtoriteto.
Tako kot Epikur je Gassendi trdil, da svet sestavljajo nedeljivi delci snovi (atomov) in praznina s to razliko, da je Bog ustvaril končno število teh delcev. Prav tako je njihovo povezovanje in razdruževanje del božjega načrta/zakonov in ne stvar naključij. Kljub temu je v skladu s krščansko dogmo verjel, da je duša nematerialna in nesmrtna. V spoznavni teoriji in ontologiji zavrača obstoj univerzalij, tako v platonističnem kot v aristoteljanskem smislu. Stvarih samih ne moremo neposredno spoznati, lahko pa jih spoznamo takšne, kot se nam kažejo preko čutil. Nobena lastnost, za katero menimo, da je splošna/univerzalna, ne pride v um drugače kot preko zaznave s čutili. S tem zavrne strogi skepticizem in hkrati Descartesove vrojene ideje. Zaznave so edini vir prepoznanja individualnih stvari. Sposobnost imaginacije (lat. phantasia), ki jo Gassendi obravnava v skladu z atomistično teorijo kot nekaj snovnega, pa ustvarja kompleksnejše ideje. Razumevanje primerja te ideje, vsako posebej in tvori splošne ideje. Gassendi priznava, da so zaznave izvor spoznanja, toda ne stvari samih po sebi, temveč njihovih lastnosti. Trdi, da je edini »pravilni« način raziskovanja analitičen, vzpenjajoč se od nižjih k višjim, zahtevnejšim idejam.
Konflikt v prilagajanju Epikurja krščanski filozofiji se pokaže pri samem pri ključnem vprašanju o obstoju Boga. Epikurejci namreč zavračajo obstoj bogov. V delu Syntagma philosophicum (drugi del, o fiziki) predloži številne dokaze za obstoj nestvarnega, neskončnega, nadnaravnega Bitja in sposobnosti tega Bitja ustvariti vidno vesolje, univerzuum. Prav tako podpira idejo o predznanju (zanje pred rojstvom), ki naj bi bil glavni dokaz za obstoj Boga. Obenem tudi zagovarja, v nasprotju z epikurejci, doktrino nestvarne, racionalne duše, obdarjene z nesmrtnostjo in možnostjo svobodnega odločanja.
Končni cilj življenja naj bi bila, po Gassendiju, sreča, sreča kot harmonija telesa in duše (tranquillitas animi et indolentia corporis). Po vsej verjetnosti ta sreča ni dosegljiva v tem življenju, lahko pa je v prihajajočem.

## V slovenščini
V slovenščini je mogoče brati ugovore, ki jih je Gassendi napisal zoper Descartesove Meditacije in ki so tradicionalno znani kot "Peti ugovori". Prim. Descartes, Meditacije z Ugovori in odgovori.
Le v reviji Gea (1996) v članku Sto let radioaktivnosti in pol stoletja atomske bombe : od atomske teorije do atomske bombe Ravnik Miha omeni Gassendijeve zasluge. 